# 새하얀 색 심포니
《새하얀 색 심포니 -Love is pure white-》(ましろ色シンフォニー  마시로이로심포니[*])는 일본의 파렛트가 2009년 10월 30일에 발매한 연애 어드벤처 게임이다. 파렛트의 9번째 작품에 해당하며 약칭은 마시포니, 영어로는 Mashiroiro Symphony 또는 Pure White Symphony로 표기된다.

## 개요
2008년 8월 15일에 열린 〈코믹 마켓 74〉에서 처음 공개되었고, 같은 해 10월 21일에 공식 홈페이지와 에로게 잡지 《TECH GIAN》 11월호에서 정식으로 발표되었다. 2008년 12월 28일에 개최된 〈코믹 마켓 75〉, 2009년 봄에 열린 〈DreamParty〉, 2009년 8월 14일에 열린 〈코믹 마켓 76〉에서는 본게임의 관련 상품들이 판매되었다.
feng의 4번째 작품인 〈푸른 하늘이 보이는 언덕〉과 5번째 작품인 〈노을빛으로 물드는 언덕〉의 원화를 료카와 함께 담당한 이즈미 츠바스가 단독으로 본 작품의 원화를 담당하고 있다. (다만, 일부 남성 캐릭터는 타마히요가 원화를 담당하였다.) 한편 feng의 6번째 작품인 〈밤하늘에 이어지는 다리〉의 원화에 료카가 참여하였지만, 이즈미 츠바스는 참여하지 않는다.
오프닝 주제가인 〈심포닉·러브〉는 전작인 〈MP〉와 〈사쿠라 슈트랏세〉의 오프닝을 부른 하시모토 미유키가 계속해서 보컬을 맡았다.
그리고 소프맙의 예약 특전으로 배포된 〈스페셜 CD〉에는, 아이리 역을 맡은 고교 나즈나(중간중간의 추임새는 팡냐역의 카자네)가 노래한 오프닝이 수록되어 있다.
- 발매 전에 시행된 캐릭터 인기투표에서 사쿠노가 1위를 차지했고 사쿠노 다키마쿠라가 제작되었다.

## 줄거리
보통의 중산층의 사람들이 사는 '신시가'와 유복한 집안의 사람들이 주로 사는 '구시가'로 이루어져 있는 마을 '카가미다이'
신시가에 살고 있는 주인공 '우류 신고'는 남녀공학인 '사립 카가미다이학원'의 2학년생으로, 다니던 학원은 경영난에 빠져 내년 3월에 폐교될 예정이었다. 카가미다이학원은 구시가에 있는 명문 여학원 '유이히메 여학원', 통칭 '유이죠'와의 통합이 계획되어 현재 카가미다이학원에 다니던 1·2학년은 내년 4월부터 유이죠에 편입될 예정이었다.
정식으로 학원 통합을 하기 이전에 시험기간이란 명목으로 이번해 10월부터 반년간, 수십명의 카가미다이학원의 학생을 선발하여 유이죠로 전학을 가는 것이 결정되었다. 같은 학원에 다니던 여동생 '사쿠노'와 절친한 친구인 '하야타'와 같이 선발의 대상이 된 신고는, 세명과 함께 유이죠에 다니기 시작한다.
유이죠에 온 신고는, 남 돌보길 좋아하는 메이드 소녀 '안제', 상냥한 상급생인 '미우', 기운 넘치며 밝은 '사나'라는 여학생들과 알게 되어 곧 친해졌지만 학원장의 외동딸이며 학원통합에 부정적인 입장을 뜻하는 '아이리'와는 좀처럼 친해질 수 없었다.
그러던 어느 날, 신고는 언제나 완벽한 우등생으로서 주위로부터의 덕망이 두터운 아이리가, 남들에게는 말할 수 없는 있는 심각한 고민이 있다는 것을 알아버린다. 그리고 그 사건을 계기로, 지금까지 완고한 태도를 보이던 아이리는, 신고에게 점점 친근감을 보이기 시작한다.

## 등장인물

### 메인 캐릭터
우류 신고(일본어: 瓜生 新吾)
본 작품의 주인공. 남녀공학인「사립 카가미다이학원」의 2학년생.
의붓여동생인 사쿠노와 신시가에 있는 주택에 살고 있다. 부모님은 일이 바빠 오랫동안 집을 비우고 있어 사쿠노와는 단둘이서 생활하고 있다.
사쿠노와 하야타와는 카가미다이학원-유이히메여학원의 가통합의 테스트생으로 선발되어, 10월부터의 가통합기간동안 유이죠에 등교하게 된다. 카가미다이·유이죠의 합동 테스트클래스인 2학년 T반에서 카가미학원의 2학년 대표로서 클래스 위원을 맡는다. (유이죠의 여학생 16명, 카가미타이 남·여학생 각각 8명 총 32명으로 구성, 1학년에도 같은 테스트 클래스인 1학년 T반이 있음[사쿠노의 반입니다.])
어릴 적엔 심한 천식을 앓고 있었던 탓에 부모님이나 사쿠노에게 폐를 끼친 기억이 있어, 그 자리의 공기 같은 것에 상당히 민감한 성격이다. 그 때문인지 협조성이 뛰어나며, 세세한 배려 같은 것에 능숙한 타입으로, 적극적으로 행동하는 타입인 아이리나 하야타와는 궁합이 잘 맞는다.
세나 아이리(일본어: 瀬名 愛理)
성우:고교 나즈나
카가미타이학원과 통합하게 된 명문 여학원 유이히메 여학원의 학원장의 외동딸.
용모단정에 성적우수, 요리나 가사 등도 특기이며 리더쉽도 겸비하고 있어 학원 내에서 인기가 높지만, 고집불통인 성격에 책임감이 너무 강해 융통성이 없는 부분도 보인다. 학원 통합에 관해서는 부정적이며, 그 때문에 신고에게는 신랄한 태도를 보인다. 유이죠의 대표로 신고와 같이 2학년 T반의 클래스 위원을 맡는다.
친가는 상당히 좋은 집안으로 학원 내에서도 전형적인 모범생의 이미지를 띈다. 하지만, 어떠한 사정에 의해 유이죠에 입학하고 나서부터는 집을 나와 신시가에 있는 싸구려 아파트에서 생활하고 있다. 스스로 집을 나온 지라 생활비도 별로 받지 못하여 아르바이트를 하며 근검절약하며 생활하고 있지만, 같은 반의 친구들에게는 그 사실을 숨기고 있다. 그러나 신시가에 있는 서민을 위한 〈쿠메마트」의 특가판매 날 장을 보러 왔다가 같은 사정으로 온 신고, 사쿠노, 미우, 안제등과 마주하게 되고, 자신의 가난한 생활이 들통난 채 결국 모든 걸 털어놓는다. 그 후에 자신의 방이 모두의 휴식처가 된 것이 큰 고민거리
우류 사쿠노(일본어: 瓜生 桜乃)
성우:아구미 오토
신고의 의붓 여동생으로 카가미다이학원의 1학년. 몇 년 전 신고의 어머니와 사쿠노의 아버지가 재혼하여 그때부터 두 사람은 남매가 되었다.
얌전하며 소극적이지만 솔선해서 요리 가사 등을 맡아서 하는 헌신적인 성격이다. 신고를 사모하는 면도 지니고 있지만, 여동생이라는 입장 때문에 그 마음을 속에 담아두고 있다. 신고와는 자주 같은 방에서 놀 정도로 사이가 좋으며, 가사의 분담도 원활 한편. 또래의 여자아이들에 비해 큰 키가 고민거리.
감정표현이 희미하여 언제나 차분한 말투로 대화한다. 말수는 많지 않지만 의외로 사교성이 좋아 누구와도 순조롭게 친해지는 게 가능하다. 체력이 약해 운동 등 활동이 서투르며 자전거를 못 탄다. 신고와 함께 가통합의 테스트생으로 선발되어 유이히메 여학원으로 등교한다. 클래스는 1학년 T반
엄청난 방향치로 유이죠에 등교하기 하루 전날 구시가의 〈카가미몰〉이라고 하는 호화로운 쇼핑몰에 갔다가 돌아오는 길에 집으로 오는 길을 잃어버린다. 그때 아이리와 만나고 곧바로 친해지게 된다.
안젤리나 나나츠 시웰 (Angelina Nanatsu Sewell, アンジェリーナ・菜夏・シーウェル)
성우:미루
유이히메 여학원의 학생으로 신고와 같은 2학년 T반의 테스트생. 일인칭은 안제로 다들 보통 안제라고 부른다. (미우는 나나츠쨩이라 부르고 있다.)
영국인과의 혼혈아지만 순수한 일본태생으로 영어가 서투르다. 영국인인 어머니가 메이드이며 그 영향을 받아서인지 자신도 메이드를 지향하며 교복 대신 메이드복을 입고 있다. 한없이 밝은 성격으로 학원통합에도 별로 부정적이지 않아 곧바로 카가미다이 학생들과도 친해졌다. 학원의 숙직실에서 생활하며 매일 아침 등교하는 학생들에게 "어서 오세요", 마치고 하교하는 학생들에게는 "잘 다녀오세요"라며 언제나 인사한다.
지붕 밑(물론 스스로 청소하고 있다)은 물론, 보통은 알려지지 않은 장소를 교묘하게 통로로써 이용하며 신출귀몰하게 학원 내를 누빈다. 그 때문에 자주 놀래지거나 하는 경우가 많다. 학원에 오래 정착한 탓인지, 학원에 관해서는 매우 상세하며 그에 관해 돕는게 능숙해 선생님들의 신뢰가 두텁다. 다만, 메이드로서의 열정 같은 게 너무 강하다 보니, 이따금 막무가내로 행동하기도 한다. 곤란한 사람을 도와주는 것은 숙달되어 있지만 정작 자신의 공부가 큰 골칫거리
아마하 미우(일본어: 天羽 みう)
성우:마츠다 리사
유이히메 여학원의 3학년생으로 신고들보다는 한 학년 선배.
매우 상냥한 성격으로 남을 보살피길 좋아하며, 우연한 일을 계기로 알게 된 신고를 염려해주는 좋은 선배다.
신장이 작으며, 그 때문에 처음 만났을 때 1학년이라고 착각했을 정도. 한가하며 느긋한 인물로, 특별히 저돌적이거나 하진 않지만 특별한 오라를 풍겨 무의식중에 주위의 공기를 온화하게 만드는 대단한 능력을 보유하였다. 사소한 일이라도 귀찮아하지 않고 잘 들어주는 성격 덕분에, 여러 사람들에게는 경의를 표해지고 있다. 다만, 남의 기분이라던가 그런 것에 조금 둔감한 편이며, 사나의 우정을 넘어선 동경에도 별로 깨닫지 못하는 모습을 보인다.
실은 자원봉사자로 등록하여 활동하고 있으며, 학원의 부지 일부를 빌려서, '누코부'라고 하는 동아리를 만들어, 상처를 입은 야생 동물들의 상처를 치료해주고 다시 자연으로 돌아가게끔 보살펴 주고 있다. '팡냐'라고 하는 뭔가 불가사의한 생물을 머리에 얹은 채 항상 함께 다니고 있다. 어느 정도 의사소통은 되는 것 같지만, 실제로 말이 통하고 있는 건지는 미지수이다.

### 서브 캐릭터
이누이 사나(일본어: 乾 紗凪)
성우:모리야 미소노
유이히메 여학원의 학생이며 신고들과 같은 2학년 T반에 소속된 테스트생. 말이 많으며 활발하고 건강한 성격.
미우를 동경하고 있으며, 미우와 둘이서 함께 '누코부'에서 활동을 하고 있다. 통합에 관해서는 특별히 부정적으로 생각하지는 않는 것 같고. 신고들에도 상냥하게 대하며 곧잘 친해졌다. 하지만, 그 본성은 남자를 대단히 싫어하며 "쓰레기 같은 녀석"이라는 난폭한 말을 주로 사용한다.
무쿠나시 하야타(일본어: 椋梨 隼太)
성우:오마메
신고의 친구이자 카가미다이 학원의 학생회장. 유이히메쪽으로 오고부터는 학생회의 부회장 자리도 맡아 하고 있다.
신고와 사쿠노와 같이 테스트생으로 선발되어 2학년 T반에 소속된다. 신고는 처음 2-T의 클래스위원을 하야타가 맡아야 한다고 생각했지만, 학생회의 임원은 학급위원을 겸해서 맡을 수 없다는 규칙이 있었기 때문에 신고가 클래스위원이 되게 된다. 카가미다이 학원의 학생회장으로서 아직 해야 할 일이 많이 있기 때문에, 자주 유이죠를 비우는 일이 많다. 신고와는 반대로 활발하며 조금은 경박해 보이는 성격으로 사쿠노를 '사쿠노쨩'이라 부른다. 행동파이며, 나름대로 리더쉽도 보유하고 있어 남녀 불문하고 카가미다이 학생들에게 인기가 있는 편. 뒷받침 같은 게 능숙한 신고와는 좋은 콤비. 부모에 의해 결정된 별로 예쁘지는 않은 약혼자가 있지만, 마음속으로는 그녀를 사랑하고 있다는 성실한 면도 가지고 있다.
아이리가 실은 어렵게 산다는 것을 신고, 사쿠노, 안제, 미우등 4명에게 들키고 나서, 학원의 다른 친구들에게는 이 사실을 말하지 않았으면 좋겠다고 부탁받았지만, 신고는 친구인 하야타는 신뢰할 수 있다고 생각해 사실을 가르쳐주었다.
세나 란카(일본어: 瀬名 蘭華)
성우:카자네
아이리의 어머니이며 유이히메 여학원의 학원장.
언제나 검은 양복을 맵시 있게 입고 다니며, 학원의 학생들에게는 카리스마적인 인기를 자랑한다. 카가미다이·유이히메 양쪽 학원의 통합을 추진하는 장본인. 데릴사위로 들어온 남편과는 아이리가 유치원에 다니기 이전에 이혼했다. 예전부터 집을 자주 비우는 생활을 계속하고 있으며, 그것이 결국 아이리가 란카와 사이가 원만하지 못하여, 집을 나와서 살게 되는 원인이 되었다.
야츠즈카 마치(일본어: 八塚 万智)
성우:카와시마 리노
신고들이 소속된 테스트 클래스 2학년 T반의 담임을 맡은 현재 29세 독신인 여 선생.
심약하고 안절부절못하는 성격이며, 일이 터질 때마다 "미안합니다"를 입에 달고 사는 왠지 믿음직스럽지 못한 선생
학창시절에 다니던 학교나 부임하여 온 학원이 전부 여학원이었기 때문에 이성에 익숙하지 않아, 학원 통합 테스트기간중에 온 남학생들에게 많이 혼란스러워하였다. 그러나 란카에 말에 따르면 마치는 BL을 좋아하는 것 같다.
아마하 유이코(일본어: 天羽 結子)
성우:사모토 후우리
미우의 어머니. 미우의 언니로 착각할 만큼 젊고 아름다운 여성.
미우와 같이 동물을 보살피는 걸 좋아 하며. 장난을 좋아하여 미우나 신고를 놀리는 걸 즐기기도 한다. 유이히메 여학원의 졸업생으로 란카와는 친구였다.
팡냐 (ぱんにゃ)
성우:카자네
미우가 항상 머리에 얹고 다니는 불가사의한 생물로 본 작품의 마스코트 캐릭터.
본 게임의 타이틀에도 꾸며졌으며 게임 시작 시 뜨는 필독사항에서도 등장한다.
공과 같이 포동포동한 둥근 몸에 고양이와 같은 귀, 끝이 두 개로 나뉜 꼬리를 가지고 있다. 팬더와 같이 보이는 고양이이기에 '팡냐'로 불린다.
성별은 암컷으로 "우류", "류"라는 울음소리를 내며 그 때문에 신고와는 왠지 통하는 것 같다며 미우가 마음에 들어했다.
언제나 함께 다니는 미우를 제외하면, 신고와 아이리를 잘 따르는 편이지만 아이리는 거의 질색하며 피하고 있다.

## 애니메이션
게임 <새 하얀색 심포니>를 원작으로 한 애니메이션이다.

### 방송정보
방송사: 도쿄 MX TV(일본), 애니플러스(대한민국)
방영 일시: 2011년 10월 6일~12월 22일 [12부작] (만 19세)
감독: 스가누마 에이지
제작: manglobe

### 주제곡
오프닝: Authentic symphony (ChouCho)
엔딩: 水彩キャンディー

## 제작 스태프
- 원화：이즈미 츠바스
- 서브 원화：타마히요
- 시나리오：호즈미 케이(아이리,안제 루트 담당), 오르골(미우 루트 담당), 키타가와 하레(사쿠노 루트 담당)
- 음악：BURTON
- 프로듀서：콘도 마키

## 주제가
- OP곡 〈심포닉·러브〉
- 노래：하시모토 미유키
- 작사：rino
- 작곡·편곡：오쿠보 카오루
- 삽입곡 〈안녕 너의 목소리〉
- 노래：미사토 아키
- 작사：rino
- 작곡·편곡：타나베 토시오
- ED곡 〈네가 있는 미래〉
- 노래：ЯIRE
- 작사：rino
- 작곡·편곡：카게이에 준